# Mimudea institalis
Mimudea institalis là một loài bướm đêm trong họ Crambidae.